# Achille Campisiano
Achille Domenico Campisiano, né à Naro (Sicile) le 12 novembre 1837 et mort à Paris 10e le 1er avril 1908, est un pianiste et un compositeur français d’origine italienne. 
Connu aussi sous le pseudonyme Achille de Campisiano, il est l'auteur d’opéras-comiques, opérettes et opéras-bouffes.

## Biographie
Né dans la province d'Agrigente, Achille Campisiano est le fils d'un horloger sicilien qui exerce habituellement son métier à Marseille. C’est au Conservatoire de cette ville qu'il va d'ailleurs faire ses premières études de composition musicale entre 1850 et 1857. 
Le 1er janvier 1857, alors jeune compositeur de 19 ans, il est le témoin d'un drame familial dont la presse de l'époque se fera largement l'écho : sa mère et sa sœur cadette sont assassinées par un certain Mattracia, un saltimbanque italien amant de sa sœur aînée. Condamné à la peine de mort par la Cour d'Assises des Bouches-du-Rhône le 13 février de la même année, Matraccia sera exécuté le 21 mars suivant. Il n'y avait pas eu d'exécution dans la ville depuis 1824. Après ce drame, Campisiano quitte Marseille pour la capitale et devient pianiste dans divers orchestres de cafés-concerts et de théâtre.   
En 1866, il est engagé au Café de la Renaissance à Montargis, puis remplace en mai 1867 Octave Batifort au Cheval-Blanc avant de devenir pianiste et compositeur des concerts Érard vers 1893.
Campisiano fut directeur de tournées d’opéras comiques et d’opérettes avant de devenir directeur du théâtre Déjazet en septembre 1885 où il reprend le vaudeville à flonflon qui faisait autrefois la fortune du théâtre. Il accordera de l’importance à la musique et confiera la direction des études à Léon Schlesinger, petit-fils d'Isaac Strauss. Mais son expérience sera de courte durée. Deux mois à peine après son installation, il est expulsé du théâtre par le propriétaire des lieux sans qu'on en connaisse véritablement les motifs,.
Décédé à l'âge de 70 ans, Achille Campisiano fut inhumé au cimetière de Bagneux après une cérémonie religieuse à Notre-Dame de Paris.

## Œuvres

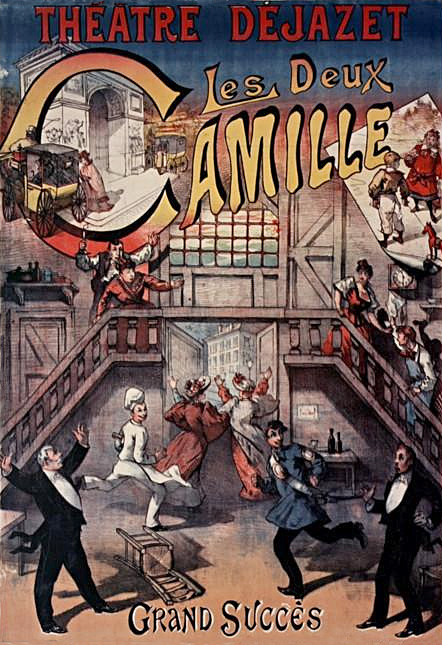
Affiche pour le Déjazet (1891)

Achille de Campisiano est l'auteur de plus de 200 œuvres, parmi lesquelles des :
musiques de chansons
- 1866 : Tu n’ le voudrais pas, chanson, paroles de A. Philibert, musique de Campisiano, créée à l'Alhambra (novembre).
- 1866 : Il l'a trouv' bonn' celle-là, chanson, paroles de A. Philibert et Souchet, musique de Campisiano, créée à l'Alhambre (novembre).
- 1868 : Avec les loups, chansonnette, éditée chez A. Jacquot.
- 1869 : Dans une goutte d’eau, chanson, paroles de Clairville, musique de Campisiano, publié chez Ch. Grou[10].
- 1890 : Le Petit Pelure d’oignon, interprété aux Folies-Bergère (février).
- 1891 : En avant ! marche héroïque, paroles d'Eugène Riffey et Léon Maillot. Avec accompagnement de piano. Impr. Bathlot-Joubert.
- 1896 : Le Domino rose, interprété au concert du Cercle militaire (4 février).

musiques d'opérette
- 1875 : Absalon, opérette-bouffe en 1 acte, livret de Paul Burani et Alfred Poullion, musique de Campisiano, au théâtre des Folies Bergère (12 novembre).
- 1882 : En route pour Chicago, opérette-bouffe en 1 acte, livret de Lucien Gothi, musique de Campisiano, au théâtre de Saint-Cloud (11 mars).
- 1882 : Les Ruses d’Amour, opéra-comique en 1 acte, livret de Lucien Gothi, musique de Campisiano, au théâtre de Saint-Germain-en-Laye (6 mai).
- 1882 : Bouton d’or, opéra-comique en 1 acte, livret de Frédéric Dharmenon et Louis Launay, musique de Campisiano, au théâtre de Saint-Germain-en-Laye (6 mai).
- 1882 : Un Carnaval, opéra-bouffe en 1 acte, livret de Paul Burani et Alfred Poullion, musique de Campisiano, au théâtre de Saint-Germain-en-Laye (6 mai).
- 1885 : A Fond de cale, opérette en 1 acte, livret de Lucien Gothi, musique de Campisiano, au théâtre Déjazet (8 octobre).
- 1886 : Javotte, opéra-comique en 3 actes, livret de Bernard Lopez, musique de Campisiano, au théâtre Beaumarchais (décembre).
- 1904 : Le Phénomène du père Magloire, opérette en 1 acte, livret de Victor Gadaix et Mathias, musique de Campisiano, au théâtre des Gobelins (19 avril). Edité chez Sulzbach (in-16°) en 1906.